# Exocentrus barbieri
Exocentrus barbieri là một loài bọ cánh cứng trong họ Cerambycidae.